# Polikarpov I-3
Polikarpov I-3 (tiếng Nga: Поликарпов И-3) là một loại máy bay tiêm kích của Liên Xô, được thiết kế vào cuối thập niên 1920.

## Biến thể
DI-2 (tiếng Nga: ДИ-2)

## Quốc gia sử dụng
Liên Xô
- Không quân Liên Xô

## Tính năng kỹ chiến thuật (I-3)
Dữ liệu lấy từ Shavrov, Istoriia konstruktskii samoletov v SSSR do 1938 g.
Đặc điểm tổng quát
- Tổ lái: 1
- Chiều dài: 8,08 m (26 ft 6 in)
- Sải cánh: 11 m (36 ft 1 in)
- Chiều cao:  ()
- Diện tích cánh: 27,85 m² (299,8 ft²)
- Kết cấu dạng cánh: Clark Y
- Trọng lượng rỗng: 1.400 kg (3.086 lb)
- Trọng lượng có tải: 1.846 kg (4.070 lb)
- Động cơ: 1 × BMW VI, 545 kW (730 hp)

 Hiệu suất bay 
- Vận tốc cực đại: 278 km/h (150 kn, 173 mph)
- Tầm bay: 585 km (316 nmi, 364 mi)
- Trần bay: 7.200 m (23.620 ft)
- Tải trên cánh: 66 kg/m² (14 lb/ft²)
- Công suất/trọng lượng: 295 W/kg (0,18 hp/lb)

Trang bị vũ khí

- 2 × súng máy PV-1 7,62 mm (0.3 in)